# Пичинча (вулкан)
Пичинча — действующий вулкан, расположенный в Эквадоре, чьи восточные склоны огибают Эквадорскую столицу — древний город Кито. Провинция, в которой расположена Пичинча, берёт своё название от названия горы и также называется Пичинча.
Две высочайшие вершины горы — пик Guagua (4 784 м над уровнем моря) что в переводе означает «ребёнок», и пик Rucu (4 698 м над уровнем моря) что переводится как «старик». Действующая кальдера расположена в Guagua на западной стороне горы.
Оба пика видны из Кито и восхождение на них не представляет сложностей даже для неподготовленных туристов. Восхождение на Guagua обычно начинают из деревни Ллоа. В октябре 1999 года вулкан проснулся и покрыл Кито несколькими дюймами пепла. До этого крупнейшее извержение было в 1660 году когда город был засыпан пеплом на целый фут[уточнить].

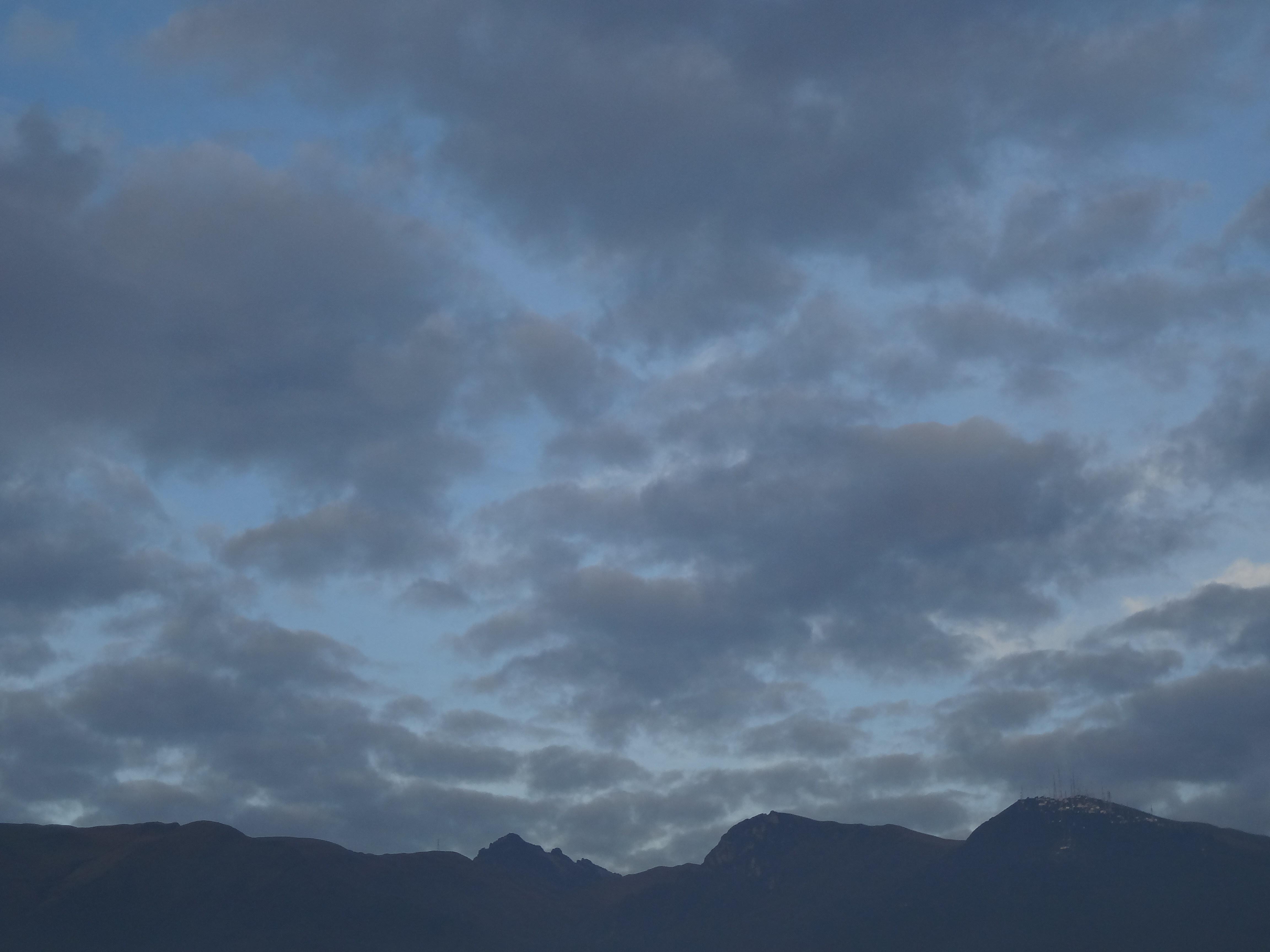
Пичинча (вулкан)

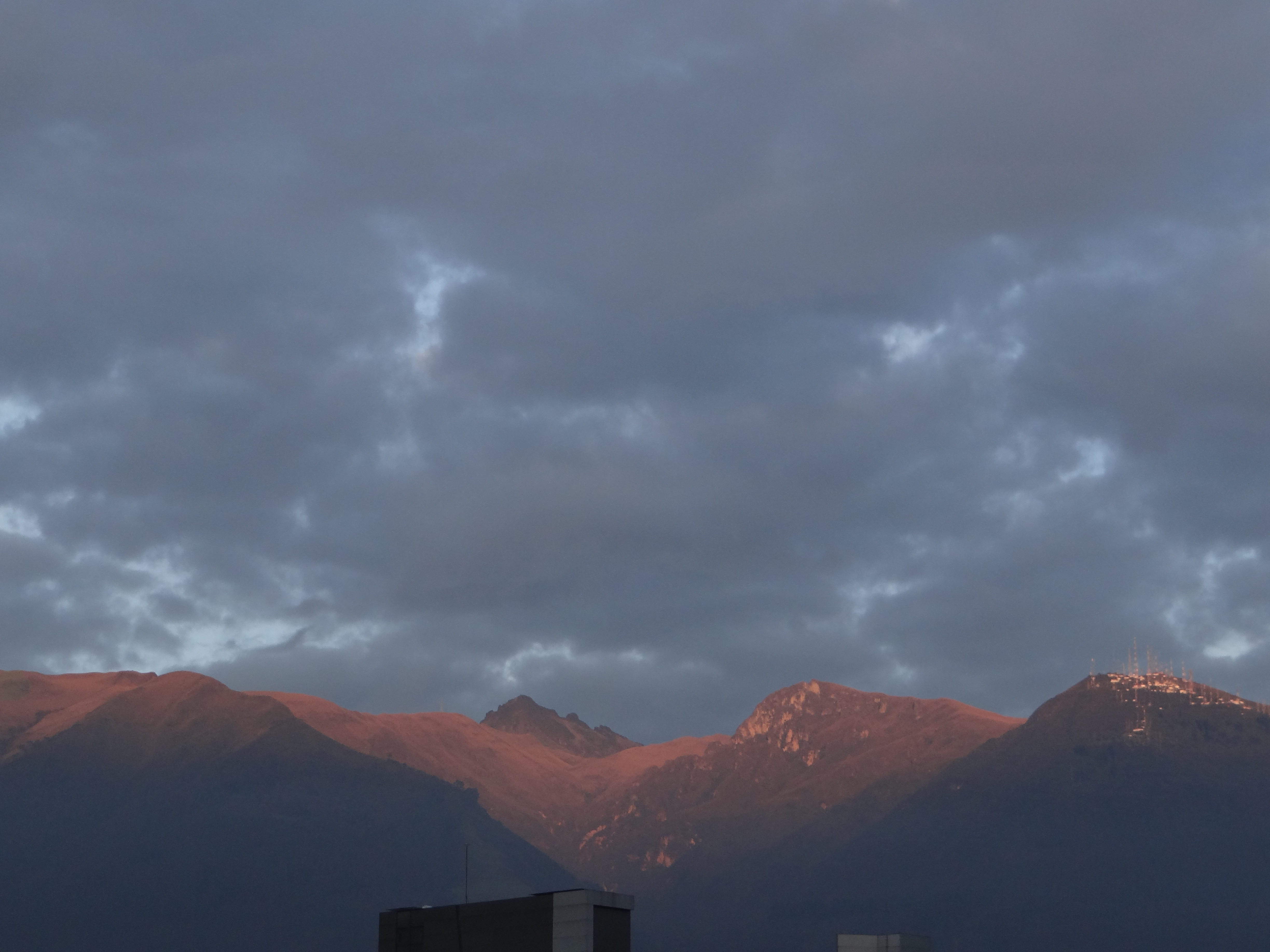
Пичинча (вулкан)